# Szladovits Ferenc
Szladeovici Szladovits Ferenc Sándor (Boldogfa, Zala vármegye, 1829. október 4. – Boldogfa, 1878. június 5.) jogász, az 1848–49-es forradalom és szabadságharc alatt főhadnagy, földbirtokos.

## Élete
A Zala vármegyei nemes szladeovici Szladovits család sarja. Apja szladeovici Szladovits Gergely (1805–1880), jogász, táblabíró, birtokos, anyja egyházasbüki Simon Mária (1805–1834) volt. Apai nagyszülei szladoviczi Szladovits József (1773–1829), táblabíró, földbirtokos, és a tekintélyes boldogfai Farkas család sarja, boldogfai Farkas Marianna (1783–1819) voltak. Anyai nagyszülei egyházasbüki Simon József (1775-1827), táblabíró, földbirtokos, és orosztonyi Farkas Anna voltak. Nagyapja, Szladovits József, egy birtokrészhez jutott a felesége révén, és így a család letelepedett Boldogfán; apai dédszülei boldogfai Farkas János (1741–1788), Zala vármegye főjegyzője, a Zala vármegyei Ítélőszék elnöke ("Inclyti Sedis Iudiciaria Comitatus Szaladiensis Praeses") 1787 és 1788 között, táblabíró, földbirtokos, és a lovászi és szentmargitai Sümeghy családból való lovászi és szentmargitai Sümeghy Judit (1754–1820) voltak. Keresztszülei, szladovici Szladovits Sándor úr, és boldogfai Farkas Judit (1776–1839) voltak, az előbbi a nagybátyja, az utóbbi pedig az apai nagyanyjának a hajadon leánytestvére volt. Szladovits Ferenc nagynénje, szladovici Szladovits Borbála (1812–1868) asszony, akinek a férje, nemes Csertán Sándor (1809–1864), országgyűlési képviselő volt; elsőfokú unokatestvére, Csertán Károly (1845–1919), Zala vármegye alispánja, földbirtokos. Szladovits Ferenc leánytestvére, szladovici Szladovits Emília (1833–1889), akinek a férje, rumi és rábadoroszlói Rumy Miklós (1826–1878), földbirtokos volt.
Szladovits Ferenc jogi diplomát szerzett, 1848 tavaszán joggyakornok volt a vármegyénél. Ahogy a megye szabadelvű ifjúságának többsége, az elsők között csatlakozott az önkéntes nemzetőrséghez a szabadságharc alatt, majd a belőle alakult 47. honvédzászlóalj hadnagya lett; hertelendi és vindornyalaki Hertelendy Kálmán, csáfordi Csillagh László, zágorhidai Czigány Bertalan (1821–1892), és Püspöky Grácián (1817–1861) honvédekkel, akik egyben barátai és bajtársai, harcolt az osztrákokkal szemben. Ebben a zászlóaljban szolgált a szabadságharc bukásáig előbb főhadnagyi, majd századosi rendfokozatban. A világosi fegyverletétel után besorozták közlegényként a császári és királyi 7. gyalogezredhez, de 1851-ben kiváltotta magát. Visszatért boldogfai birtokára, ahol családot alapított. 1869-ben századosként szolgálatot vállalt az új magyar királyi honvédségnél, ahonnan 1872-ben vonult nyugállományba.
1878. június 5-én Zalaboldogfán halt meg, anyagi okokból önkezével, saját revolverével, vetett véget életének.

## Házassága és gyermekei

A szentgyörgyi Horváth család címere

Sümegen, 1855. április 30-án feleségül vette a nemesi szentgyörgyi Horváth családnak a sarját, szentgyörgyi Horváth Flóra Ludovika Mária (Ukk, 1835. október 26. – Zalaboldogfa, 1916. március 22.) kisasszonyt, akinek a szülei szentgyörgyi Horváth Pál (1808–1875), földbirtokos, és rumi és rábadoroszlói Rumy Mária (1811–1847) voltak. Apai nagyszülei szentgyörgyi Horváth Antal (1780–1850), zalai szolgabíró, földbirtokos, és bonyhádi Perczel Terézia (1775–1851) voltak. Anyai nagyszülei rumi és rábadoroszlói Rumy Ferenc (1781–1846), földbirtokos, és kaposmérei és kisdovoráni Mérey Magdolna (1788–1833) voltak. A házasságukból született:
- Szladovits Mária Karolina Franciska (Zalaboldogfa, 1856. január 26. – Zalaboldogfa, 1856. május 2.)
- Szladovits Magdolna Emília Matild (Zalaboldogfa, 1857. március 11. – Sopron, 1893. szeptember 23.).[6] Férje: alsószopori Nagy Jenő (1844 – Kapuvár, 1916. november 25.), jogász, királyi ítélőtáblai bíró.[7]
- Szladovics Rozália Zsófia Karolina (Zalaboldogfa, 1858. március 12. – Budapest, 1937. április 30.).[8] Férje: Sturm György (Lipótváros, Pest, 1843. április 25.– Zalaegerszeg, 1887. július 14.), királyi főmérnök, zalaegerszegi magyar királyi államépítészeti hivatal főnöke.
- Szladovits Mária Karolina Paulina (Zalaboldogfa, 1859. november 30. – Budapest, 1949. március 31.), hajadon[9]